# Флаг Туркменистана
Флаг Туркме́нистана (туркм. Türkmenistanyň baýdagy) — официальный символ Туркменистана. 19 февраля 1992 года флаг был утверждён в качестве государственного флага Туркменистана, провозгласившего свою независимость годом ранее.

## Описание флага
Флаг представляет собой прямоугольное зелёное полотнище с вертикально расположенной красно-бордовой полосой и пятью орнаментами у основания флага. Снизу этой полосы изображены оливковые ветви. Рядом с полосой у верхнего края флага — белый полумесяц и пять белых звёзд. Пять ковровых орнаментов (так называемых гёлей) туркменских племён — ахалтеке, йомут, салыр, човдур, эрсары — означают пять областей страны. Каждый из гёлей обрамлён ковровым орнаментом, внешний край которого совмещен с краем полосы. В нижней части полосы изображены две пересекающиеся у оснований и направленные вверх в разные стороны оливковые ветви. Каждая состоит из десяти уменьшающихся к концам листьев, расположенных попарно, кроме нижнего и верхнего. На зелёной части в левом верхнем углу изображены полумесяц и пять пятиконечных звёзд белого цвета. Пропорции ширины полотнища к его длине составляют один к полутора.

Гёли
Гёль теке
Гёль йомутов
Гёль сарыков
Гёль човдуров
Гёль эрсар

## История флага

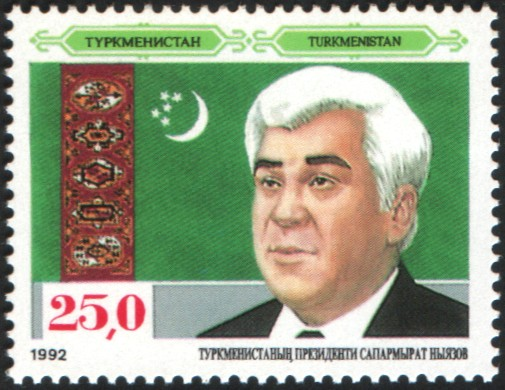
Флаг на почтовой марке Туркменистана 1992 года

27 октября 1991 года была провозглашена независимость Туркменистана, до официального принятия государственного символа был проведён общенациональный конкурс на лучшее отображение исторических и национальных особенностей в изображении новой государственной геральдики. В нем приняли участие ведущие художники, дизайнеры, творческие коллективы. При выборе цвета и символики флага не учитывались политические или религиозные мотивы. Были учтены лишь традиции предков и национальное своеобразие.
В связи с провозглашением 12 декабря 1995 года ООН статуса постоянного нейтралитета Туркменистана Законом № 211-1 «О внесении изменений и дополнений в Закон Туркменистана „О Государственном флаге Туркменистана“ от 29 января 1997 года» в целях увековечения в государственной символике Туркменистана идеи нейтралитета на флаг был добавлен один из символов эмблемы ООН — оливковые ветви. Согласно закону, «Государственный флаг Туркменистана является символом единства и независимости нации и нейтралитета государства».
В 2000 году вновь были внесены изменения в изображение государственного флага. Указом президента Туркменистана ПП-3051 от 14 февраля 2000 года утверждено новое Положение о Государственном флаге Туркменистана. Более того, 14 января 2001 года Закон «О Государственном флаге Туркменистана» принят в новой редакции. Согласно закону, изменены описание, цветовая гамма и стандарты Государственного флага Туркменистана.
В июне 2004 года в рамках программы международного сотрудничества в космической области российско-украинская ракета-носитель «Днепр» доставила в космос специальный контейнер с государственным флагом и штандартом президента Туркменистана. Изображение государственного флага Туркменистана было также нанесено на головную часть обтекателя ракеты.

### Исторические флаги

#### Туркменская ССР
Республиканский символ Туркменской ССР — одной из 15 республик СССР. Последний вариант флага был утверждён 1 августа 1953 года. До этого применялся красный флаг с кириллической надписью золотым цветом ТССР в левом верхнем углу. С 1937 года и в начале 1940-х годов был утверждён красный флаг с надписью латиницей T.S.S.R. в левом верхнем углу.

## Использование флага Туркменистана

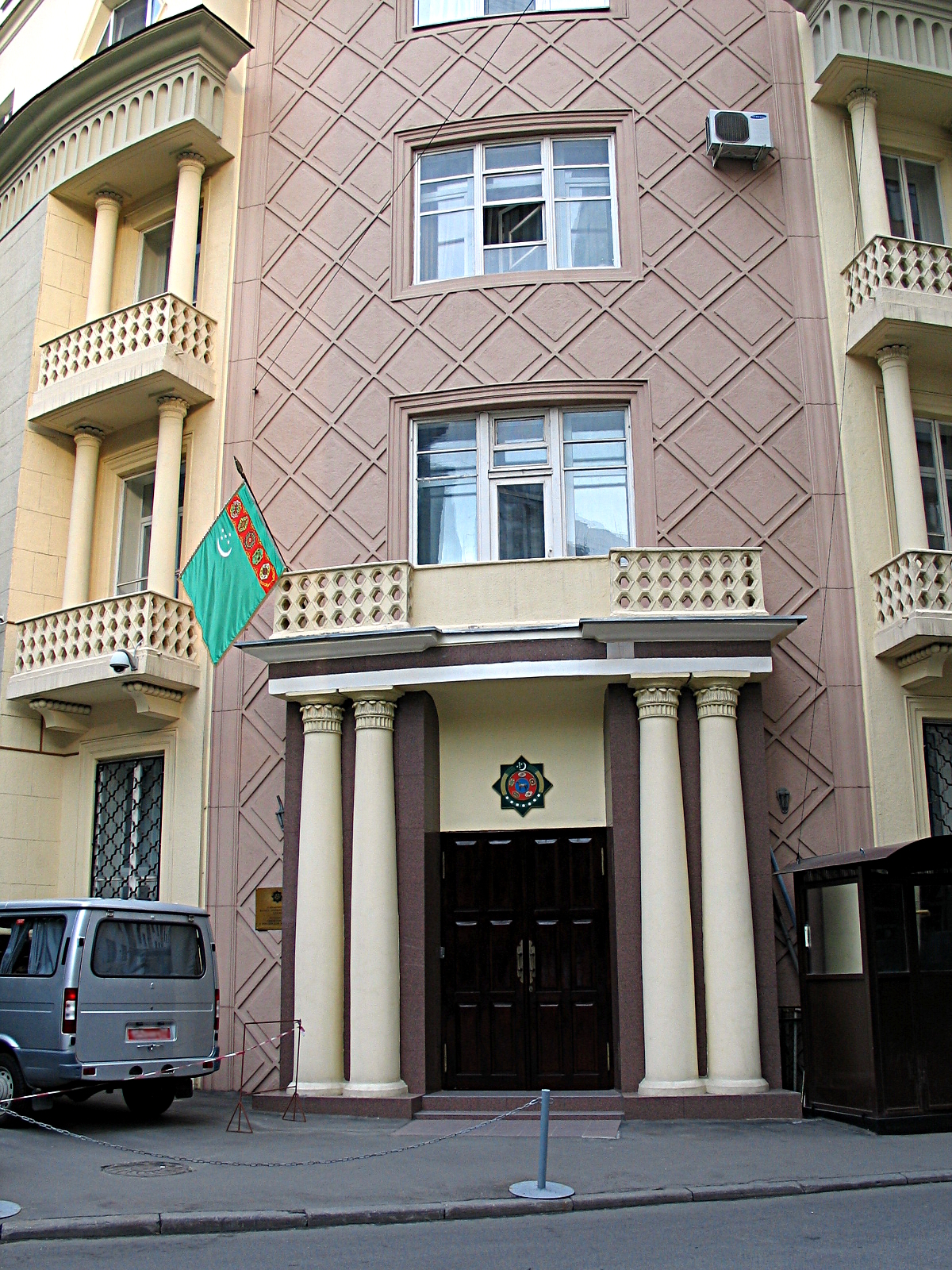
Флаг Туркменистана над зданием посольства Туркменистана в Москве

Использование флага Туркменистана жёстко регламентировано. Его могут использовать только:
- на зданиях Президентского дворца, Меджлиса Туркменистана, Кабинета министров Туркменистана, министерств, ведомств, иных органов государственной власти и управления, органов местной исполнительной власти и местного самоуправления — постоянно;
- в местах проведения заседаний Народного совета Туркменистана, Меджлиса Туркменистана, Кабинета министров Туркменистана, органов местного самоуправления — на весь период проведения заседаний;
- на зданиях предприятий, учреждений и организаций, а также на жилых домах — постоянно;
- на зданиях дипломатических, консульских и иных представительств Туркменистана за рубежом — постоянно;
- на транспортных средствах при нахождении на них президента Туркменистана, дипломатических и иных официальных представителей Туркменистана.

Государственный флаг может изготавливаться в соответствии со стандартами из следующих видов тканей: нейлона, полиэстера, шёлка и шерсти, шёлка и нейлона или полиэстера.
Государственный флаг Туркменистана должен быть поднят в дни национальных праздников — 1 января, 8 Марта, 21 марта, 18 мая, в дни празднования Ораза-Байрама, Курбан-Байрама, 27 сентября и 12 декабря, а приспущен на зданиях, где он вывешен, в памятный день: 6 октября. Флаг поднимается на зданиях Президентского дворца, Меджлиса, Кабинета министров, министерств и ведомств, иных органов государственной власти и управления, органов местной исполнительной власти и местного самоуправления.
Флаг не поднимается на зданиях, в которых проводится капитальный ремонт, находящихся в аварийном состоянии, или на зданиях, где ремонтируется фасад. Более того, запрещается поднимать флаг с мятым, выцветшим, заплатанным, распоротым, рваным полотнищем или другими дефектами.
Ответственность за поднятие флага на зданиях предприятий, учреждений и организаций возложена на руководителей жилищно-эксплуатационных органов, а в жилых домах — на владельцев, в чьей собственности эти дома находятся.

Флаг Туркменистана на различных торжествах
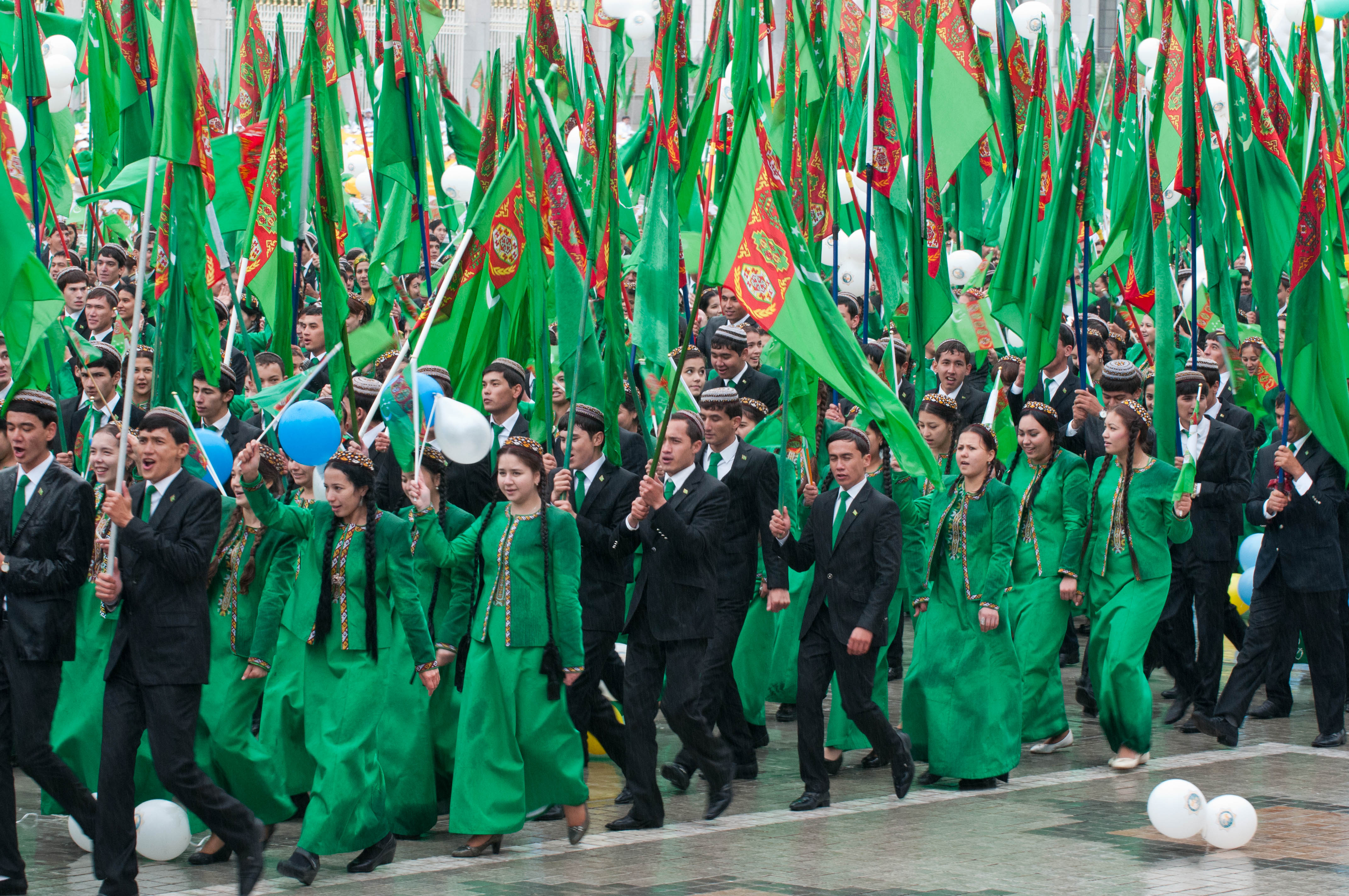
Студенты с флагами Туркменистана на Параде Независимости. Ашхабад, 2011 год
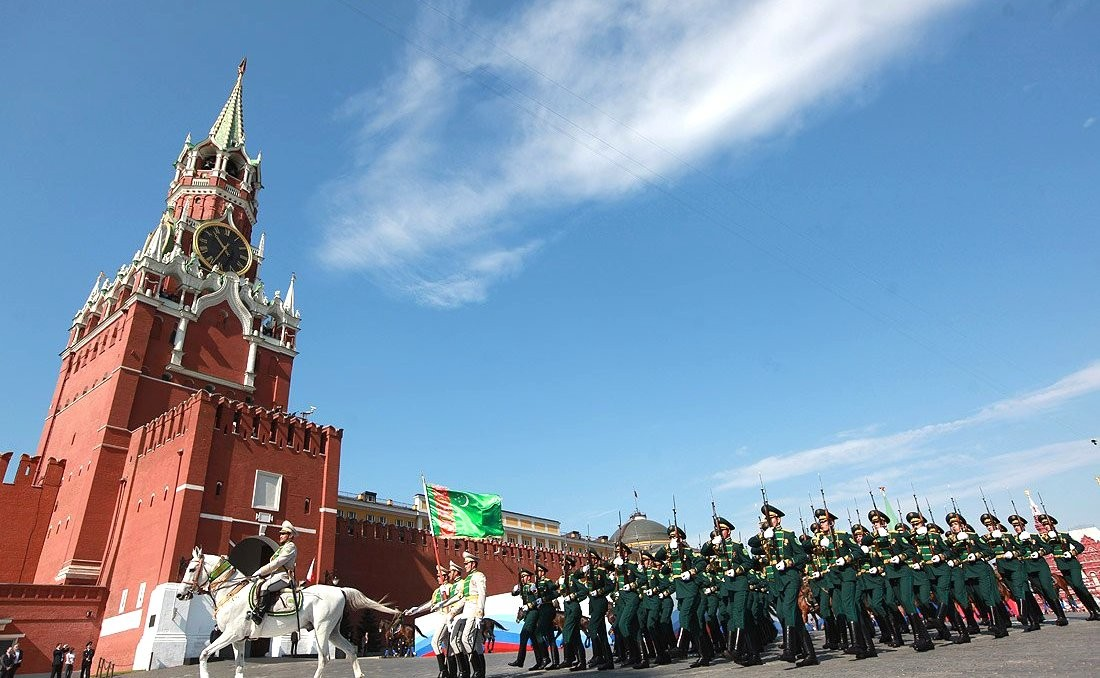
На военном параде, посвящённом 65-летию Победы в Великой Отечественной войне. Москва, 9 мая 2010 года
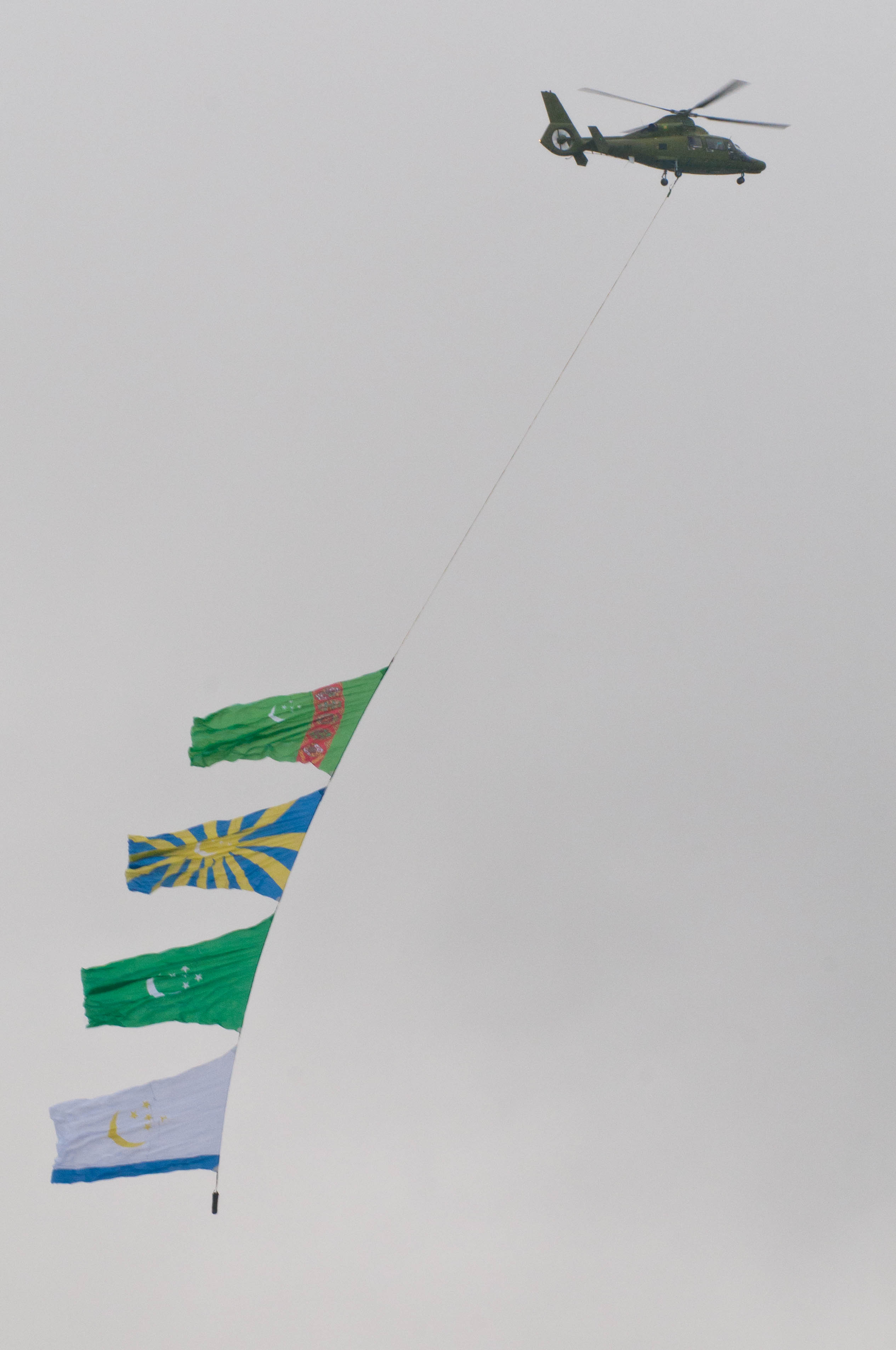
Военный вертолёт с флагом Туркмениистана

### Ответственность за надругательство над флагом Туркменистана
Надругательство над Государственным флагом Туркменистана является преступлением.
Согласно статье 178 Уголовного кодекса Туркменистана «Надругательство над символами государства» наказывается штрафом в размере от десяти до тридцати среднемесячных размеров оплаты труда или исправительными работами на срок до двух лет, или лишением свободы на срок до двух лет.

### День Государственного флага Туркменистана
В день рождения первого президента Туркменистана Сапармурата Ниязова 19 февраля 1992 года был утверждён Государственный флаг Туркменистана.
18 мая, начиная с 2018 года, в Туркменистане отмечается важный государственный праздник — День Конституции и Государственного флага.

### В книге рекордов Гиннесса

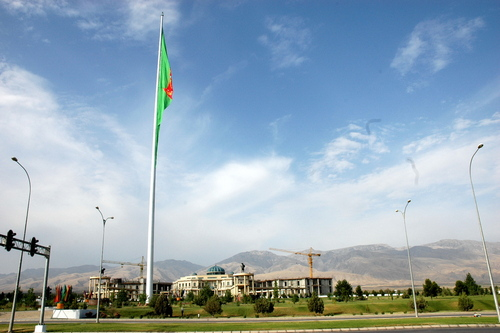
Главный флаг Туркменистана

В конце июня 2008 года Туркменистан сделал свой вклад в Книгу рекордов Гиннесса. На торжественной церемонии в Ашхабаде, в день рождения президента Туркменистана Гурбангулы Бердымухамедова, государственный флаг был вознесён на самый высокий в мире флагшток высотой 133 метра (предыдущий рекорд высотой 130 метров принадлежал Иордании). Флаг имеет размеры 52,5 на 35 метров и весит как минимум 420 килограммов. У флагштока выставлен почётный караул.

## Штандарт

Штандарт Президента Туркменистана

Указом президента Туркменистана С. Ниязова от 27 сентября 1996 года «О штандарте (флаге) Президента Туркменистана» был введён специальный флаг — штандарт президента Туркменистана. 16 августа 2008 года Закон был изменён.
Штандарт представляет собой прямоугольное полотнище зелёного цвета. Отношение ширины штандарта к его длине составляет один к полутора. В левом верхнем углу полотнища у древка изображены полумесяц и пять пятиконечных звезд белого цвета, которые воспроизводятся на штандарте согласно описанию аналогичных элементов Государственного флага Туркменистана. В правой части полотнища изображён восьмигранник зелёного цвета с золотистой каймой, в центре которого расположен пятиглавый орёл золотисто-жёлтого цвета, держащий в лапах поверженную двуглавую змею. Три головы орла повёрнуты в сторону левого края штандарта, а две — в сторону правого края. В продолжение традиции национальной геральдики, в соответствии с которой на флаге Огуз-хана был изображён двуглавый орёл, победивший змею, на штандарте президента Туркменистана изображён пятиглавый орёл и поверженная двуглавая змея, что в общей композиции символизирует защиту государства от внутренних и внешних врагов. На зелёном фоне восьмигранника, обрамляя по кругу изображение пятиглавого орла, расположена надпись «TÜRKMENISTANYŇ PREZIDENTI» (До 2007 года — «TÜRKMENISTANYŇ PREZIDENTI SAPARMYRAT TÜRKMENBAŞY»).